# Caucasoide
El término caucasoide, o caucásico, corresponde a un concepto pseudocientífico obsoleto, que tuvo cierta aceptación en el s.XIX, a partir de una clasificación propuesta por el teórico alemán Johan Friedrich Blumenbach (1752-1840), basada en la presunta existencia de razas humanas, dentro de las cuales, la población de Eurasia Occidental supuestamente pertenecería a lo que él denominaba la raza caucásica. Actualmente, sus postulados son ampliamente desestimados por la comunidad científica, a la luz de los avances en el entendimiento de la genética humana y de la antropología contemporánea 
Hoy existe el consenso científico de que no existen razas humanas en un sentido biológico.

Las razas no existen, ni biológicamente ni científicamente. Los hombres por su origen común, pertenecen al mismo repertorio genético. Las variaciones que podemos constatar no son el resultado de genes diferentes. Si de "razas" se tratara, hay una sola "raza": la humana.
José Marín Gonzáles

## Origen del concepto
El origen del término fue acuñado por el antropólogo alemán Christoph Meiners (1747-1810) en 1785 con la publicación de su libro Grundriß der Geschichte der Menschheit. Luego, el concepto de raza caucásica o Caucasia varietas fue desarrollado a finales del siglo XVIII por Johann Friedrich Blumenbach, otro antropólogo alemán y compañero de universidad de Meiners. Blumenbach adoptó el nombre a partir de la gente de la región del Cáucaso, a quienes consideraba como arquetipo de este grupo. Basó su clasificación principalmente en la craneología Blumenbach escribió:

"Variedad del Cáucaso - He tomado el nombre de esta variedad del monte Cáucaso, tanto por su entorno, y especialmente por su vertiente sur, que produce la raza más hermosa de los hombres, me refiero a la de Georgia, y porque todos convergen por razones fisiológicas en que en esa región, más que en cualquier otro lugar, puede considerarse como el lugar de mayor probabilidad como lugar de nacimiento de la humanidad."

## En la antropología física

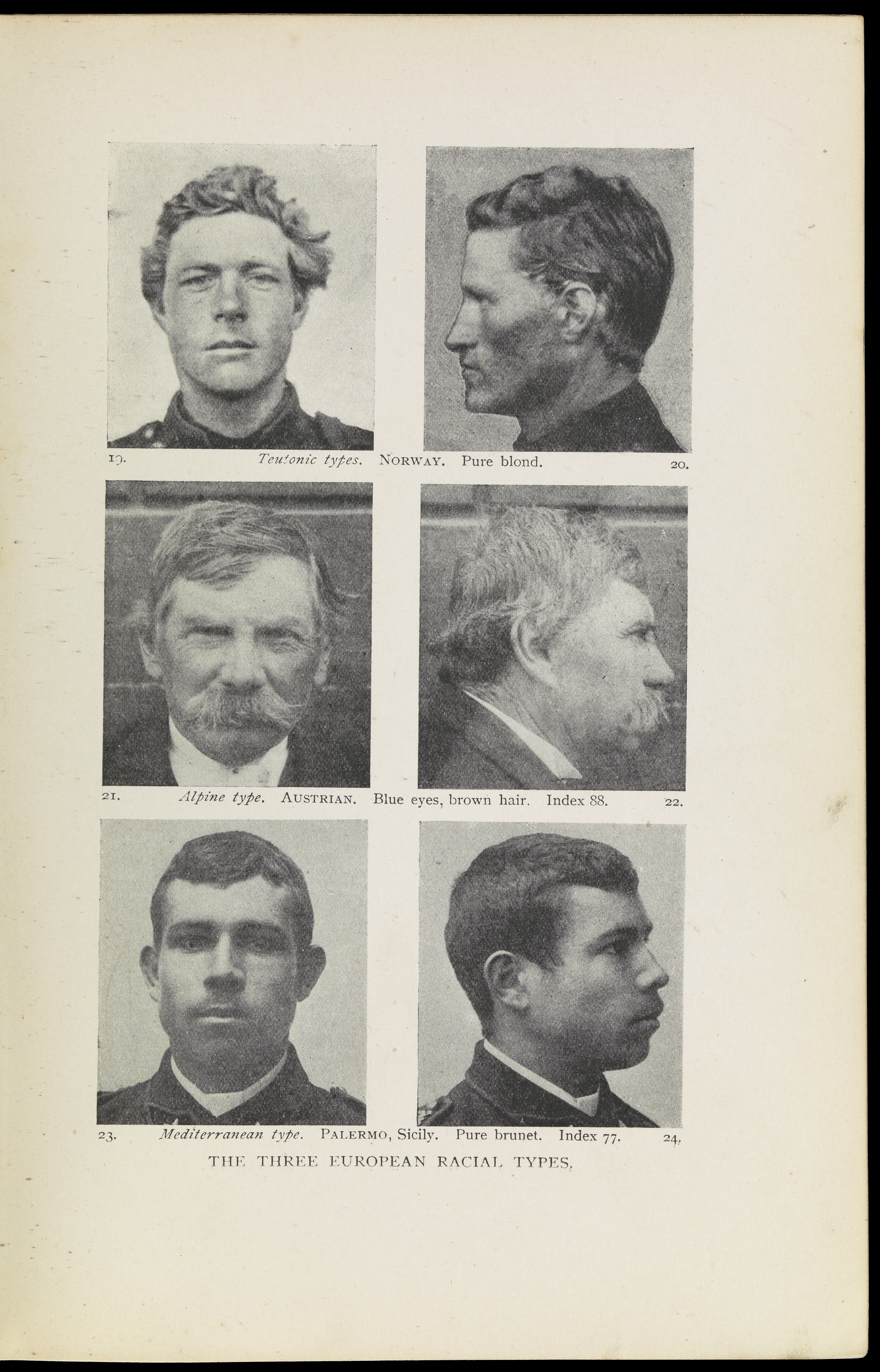
Tipos caucásicos según un libro de 1899.

"Raza caucasoide" fue un término usado por la antropología física para definir a grupos humanos con cierto rango de resultados en las mediciones antropométricas.
Los rasgos caucasoides se reconocieron como: abertura nasal delgada ("nariz estrecha"), boca pequeña, ángulo facial de 100 a 90 ° y ortognatismo, ejemplificado por lo que Blumenbach vio en la mayoría de los cráneos y estatuas de la Antigua Grecia. Antropólogos posteriores del siglo XIX y principios del XX llegaron a reconocer otras características morfológicas caucasoides, como las crestas supraorbitales prominentes y un umbral nasal afilado. Las poblaciones "caucasoides" antiguas y modernas, no eran exclusivamente "blancas", sino que su tez variaba desde un tono blanco hasta un tono marrón.
Concebido generalmente como una de las "grandes razas" junto a la australoide, mongoloide y negroide, que se subdividía en una serie de "subrazas" que, según algunos autores, incluía a la nórdica, mediterránea, alpina, dinárica, báltica oriental, arábiga, turánida, iránida y armenoide. Otros autores usaron motivos lingüísticos subdividiendo en raza aria (indoeuropea), semitas (lenguas semíticas) y camita (bereberes-cushitas-egipcias).
En el siglo XIX la definición histórica de razas en la India solía considerar a los drávidas como australoides no caucásicos, asumiendo un gradiente de mezcla racial desde las altas castas arias hasta los indígenas drávidas.
Por el contrario, Carleton S. Coon en su "Las razas de Europa" (1939) clasifica a los drávidas como caucasoides, según lo que llamó "estructura del cráneo caucasoide" y otros rasgos físicos (como pelo, nariz, ojos). En su The Living Races of Man (Las razas vivas del hombre), Coon señaló que "la India es la más oriental de la región caucasoide". Sarah A. Tishkoff y Kenneth K Kidd expresaron: "A pesar del desacuerdo entre los antropólogos, esta clasificación sigue siendo utilizada aún por muchos investigadores, así como por laicos."
Tampoco entonces hubo consenso general en la validez del uso del término "caucásico". Thomas Henry Huxley en 1870 escribió que "la absurda denominación de 'Caucásico'" era en realidad una fusión de la raza xanthocroide (nórdica) y melanocroide (mediterránea).
En 1920 H. G. Wells se refiere a la raza mediterránea como la raza ibérica, considerándola como una cuarta subraza de la raza caucásica, junto con las subrazas aria, semita y camita, declarando que el principal grupo étnico que más puramente representa el origen racial de la raza ibérica eran los vascos, y que éstos eran los descendientes del hombre de cromañón.
En los Estados Unidos la National Library of Medicine ha considerado a partir de 2004 a «caucásico» como un término racial obsoleto, reemplazando su uso en favor de la designación: «de procedencia europea» y el término «raza» por «grupo poblacional».